# 森智恵子
森 智恵子（もり ちえこ、旧姓：牧、1937年1月24日 - ）は、日本の85・86代内閣総理大臣である森喜朗の妻である。

## 経歴
神奈川県横浜市出身。早稲田大学教育学部出身で、同大学のサークル「国際学友会」で現在の夫である森喜朗と出会う。大学を卒業後、日本出版貿易に勤務し、1961年11月に結婚。その後、1964年10月15日に長男の森祐喜を出産。また、後に長女・陽子も出産している。
2000年4月5日に夫である森喜朗が内閣総理大臣に就任すると、2001年4月26日に辞任するまでおよそ1年間、首相夫人として活動した。

## 著書
- 『首相夫人・森智恵子「わが夫・森喜朗」』（週刊宝石掲載、2000年7月6日）[3]